# Вальдмюлен
Вальдмюлен (нім. Waldmühlen) — громада в Німеччині, розташована в землі Рейнланд-Пфальц. Входить до складу району Вестервальд. Складова частина об'єднання громад Реннерод.
Площа — 3,10 км2. Населення становить 323 ос. (станом на 31 грудня 2020).